# Reghin
Reghin, in passato Mureș-Oșorhei (in dialetto sassone Reen, in ungherese Szászrégen , in tedesco Sächsisch Regen) è un municipio della Romania di 36741 abitanti, ubicato nel distretto di Mureș, nella regione storica della Transilvania.
Fanno parte dell'area amministrativa anche le località di Apalina e Iernuţeni.

## Storia
Reghin viene menzionata per la prima volta in un documento emesso dal Re Andrea II d'Ungheria nel 1228, tuttavia la sua importante posizione strategica e nel sistema difensivo fanno supporre una sua origine più antica, probabilmente al regno di Ladislao I, nell'XI secolo.
Nonostante le ripetute devastazioni della città, soprattutto ad opera dei Mongoli (1241) e dei Tatari (1285), la città conobbe un rapido sviluppo e già nel XIII secolo era la residenza ed il centro di potere delle famiglie Tomaj e Kacsik, a cui le terre circostanti erano state concesse dalla corona ungherese.
Nel 1330 venne costruita la chiesa gotica della città, all'epoca Cattolica romana ed oggi Protestante, che è tuttora la più grande della zona ed ospita le più antiche iscrizioni medievali in latino di tutta la Transilvania, ubicata nella parte tedesca della città. Il quartiere ungherese ospita un'altra chiesa, ancora più antica, in stile romanico.
All'inizio del XV secolo, Reghin ottenne i diritti di città e, dal 1427, il diritto di organizzare mercati. Nel XVI e XVII secolo Reghin fu teatro di azioni di guerra e ne subì le conseguenze, venendo ancora devastata più volte, sia dagli Ottomani che dagli asburgici; subì inoltre un grave incendio nel 1848.
Nel 1850 la popolazione era formata da 4227 persone, di cui circa il 70% sassoni, 15% romeni, 13% ungheresi e 2% da altre etnie.
Ai primi del XX secolo la popolazione era formata prevalentemente dal 40% circa di sassoni, da un altro 40% di ungheresi e da un 20% di romeni.
Nel 1920 il Trattato del Trianon assegnò la Transilvania, e quindi anche la città, alla Romania; nei decenni successivi la città perse completamente le sue peculiarità di città sassone, anche perché molti dei tedeschi emigrarono in Germania, specialmente dopo la Seconda guerra mondiale e l'avvento del comunismo. Prima della guerra la città aveva una consistente colonia ebraica (circa il 30% della popolazione), ma gli ebrei vennero prima rinchiusi nel ghetto e poi deportati nei campi di concentramento nazisti nel giugno 1944.

## Amministrazione

### Gemellaggi
- Ungheni, dal 2006[1]
- Salle

## Galleria d'immagini

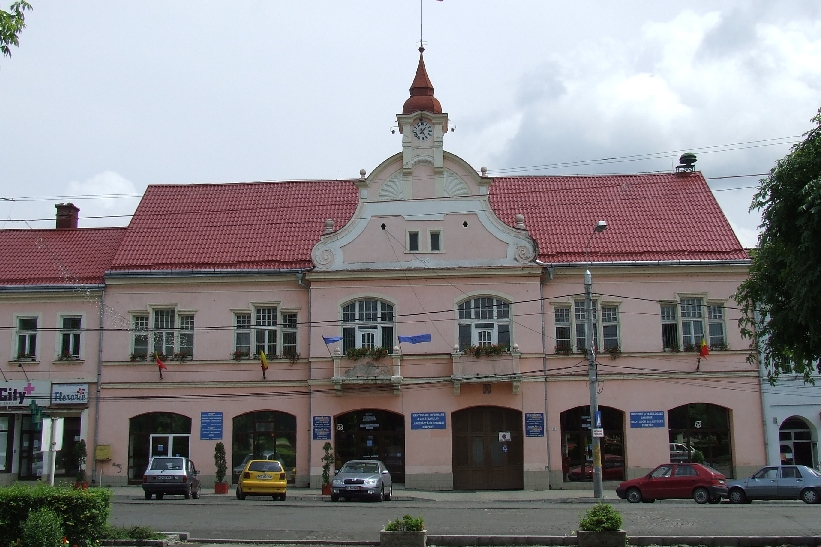
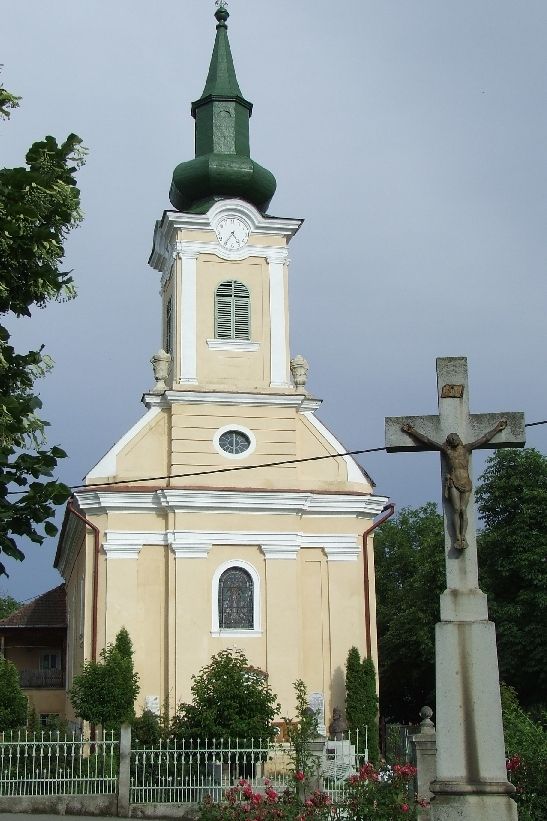
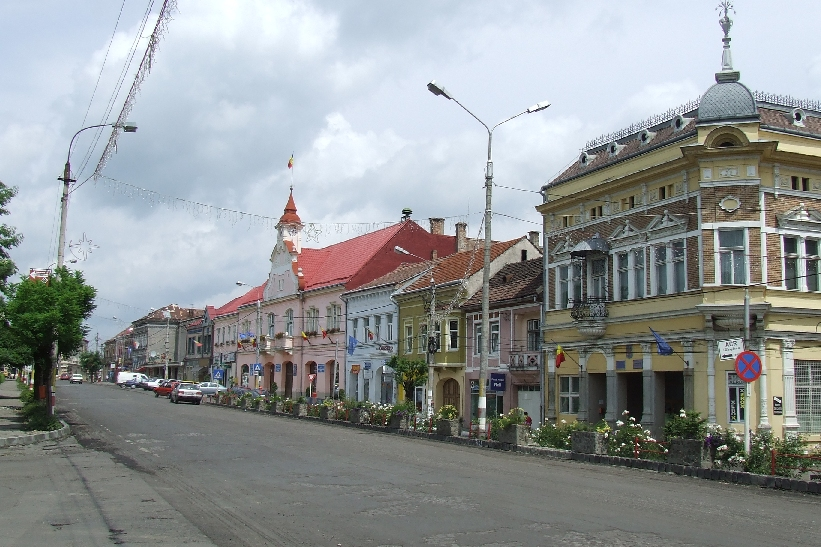
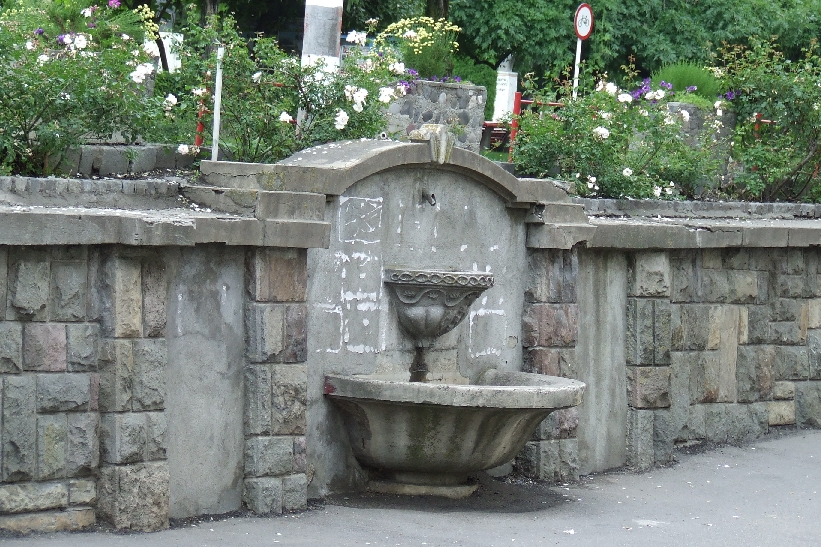
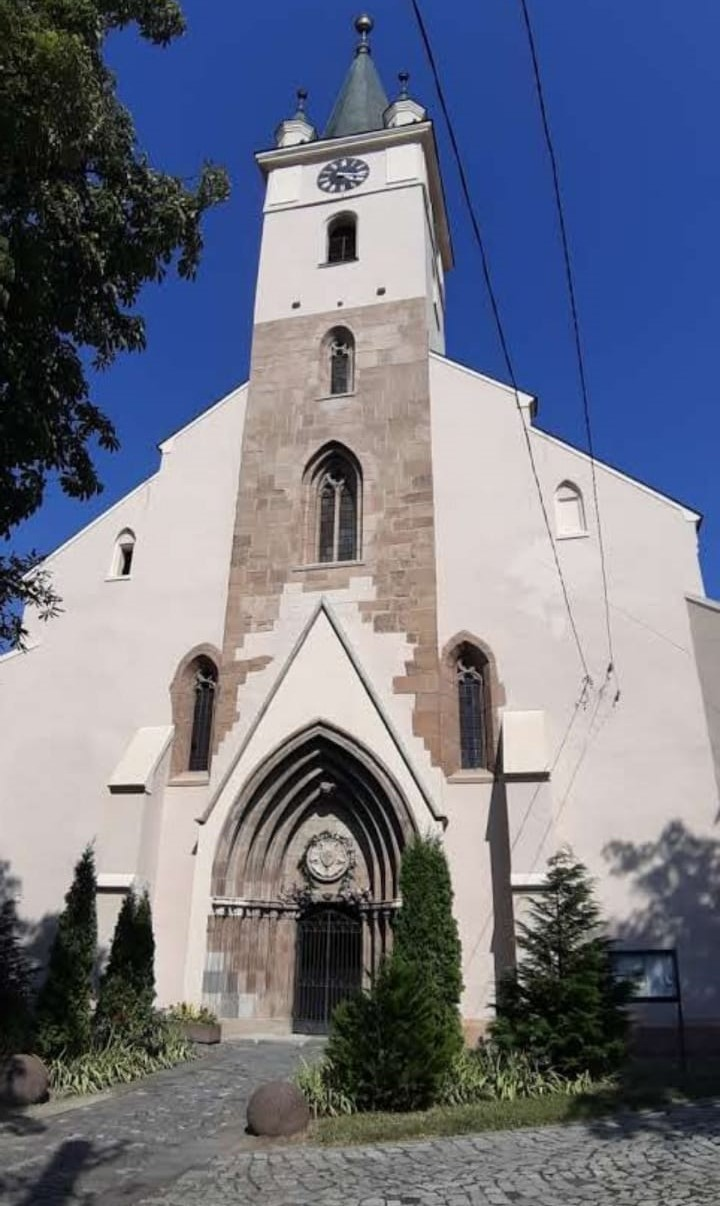
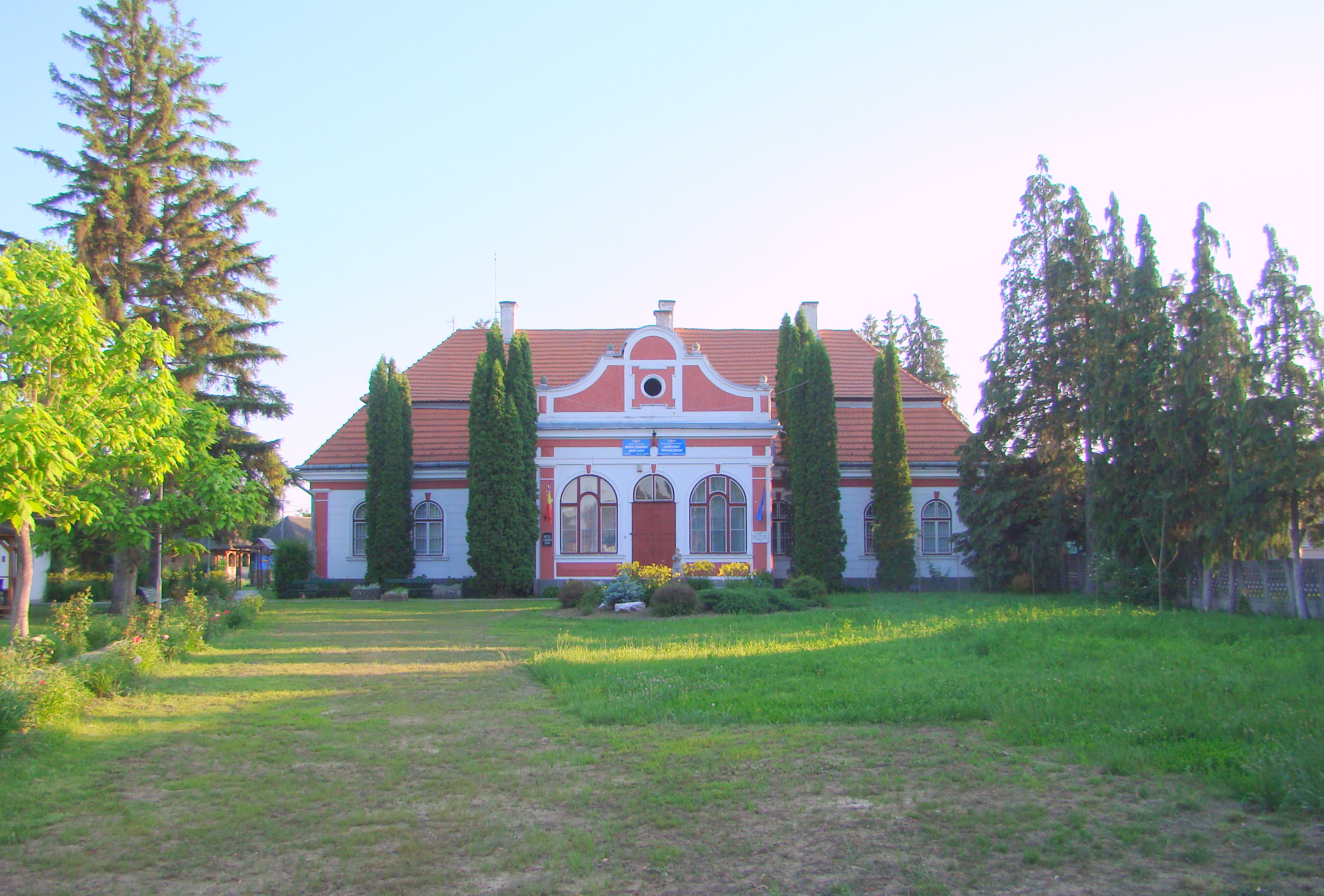
Museo etnografico
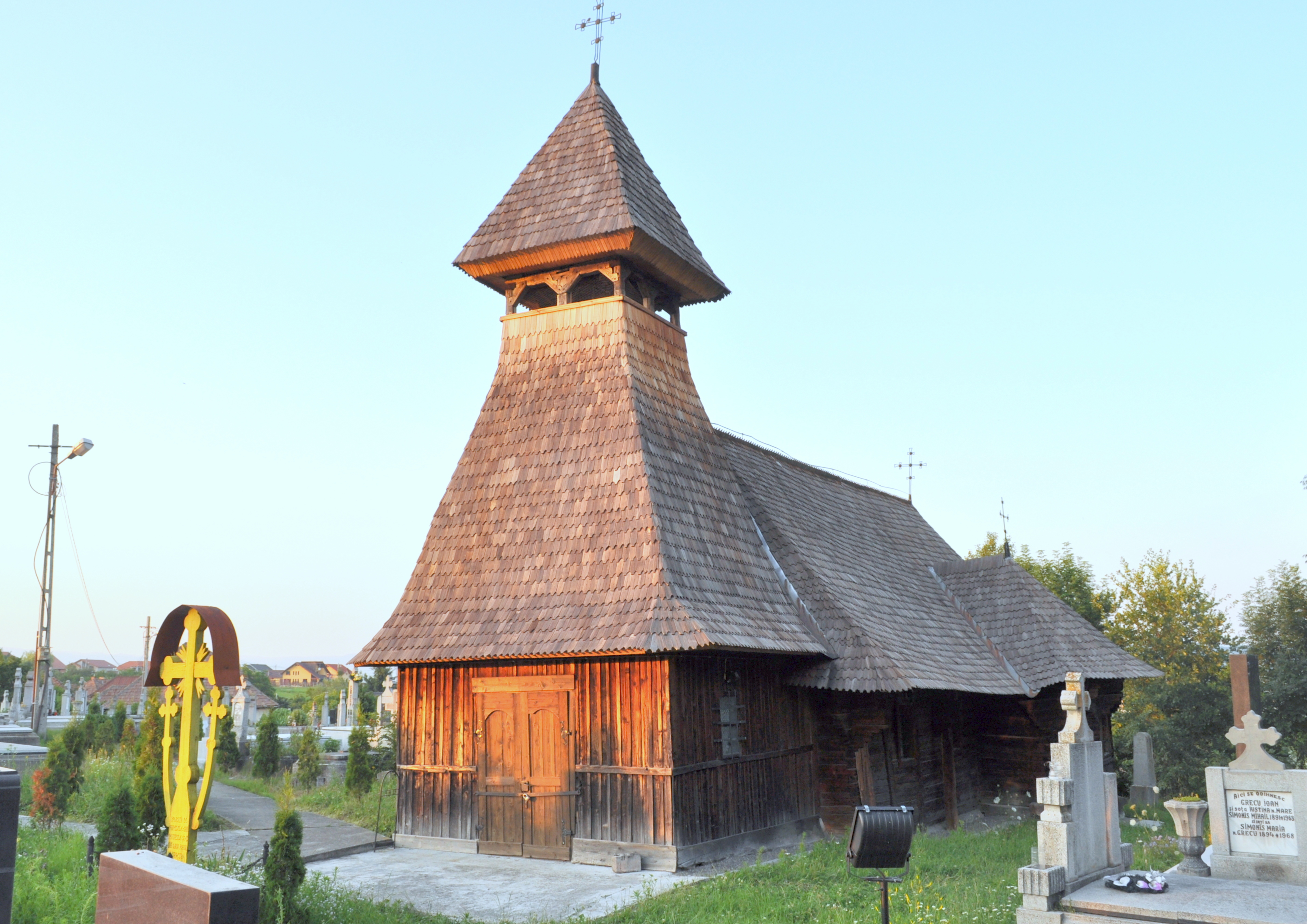
Chiesa di legno dell' Arcangelo